# Prespes
'Prespes  este un oraș în Grecia în prefectura Florina.